# USS Andres (DE-45)
USS Andres (DE-45) là một tàu hộ tống khu trục lớp Evarts được Hải quân Hoa Kỳ chế tạo trong Chiến tranh Thế giới thứ hai. Nó là chiếc tàu chiến duy nhất của Hải quân Mỹ được đặt theo tên Thiếu úy Hải quân Eric Theodore Andres (1915-1942), người phục vụ trên tàu tuần dương hạng nặng Astoria (CA-34), và đã tử trận trong Trận chiến đảo Savo vào ngày 9 tháng 8, 1942. Nó đã phục vụ cho đến khi chiến tranh kết thúc, xuất biên chế vào ngày 18 tháng 10, 1945 và xóa đăng bạ vào ngày 1 tháng 11, 1945. Con tàu bị bán để tháo dỡ vào tháng 2, 1946.

## Thiết kế và chế tạo
Những chiếc thuộc lớp tàu khu trục Evarts có chiều dài chung 289 ft 5 in (88,21 m), mạn tàu rộng 35 ft 1 in (10,69 m) và độ sâu mớn nước khi đầy tải là 8 ft 3 in (2,51 m). Chúng có trọng lượng choán nước tiêu chuẩn 1.140 tấn Anh (1.160 t); và lên đến 1.430 tấn Anh (1.450 t) khi đầy tải. Hệ thống động lực bao gồm bốn động cơ diesel General Motors Kiểu 16-278A nối với bốn máy phát điện để vận hành hai trục chân vịt; công suất 6.000 hp (4.500 kW) cho phép đạt được tốc độ tối đa 21 kn (24 mph; 39 km/h), và có dự trữ hành trình 4.150 nmi (4.780 mi; 7.690 km) khi di chuyển ở vận tốc đường trường 12 kn (14 mph; 22 km/h).
Vũ khí trang bị bao gồm ba pháo 3 in (76 mm)/50 cal trên tháp pháo nòng đơn có thể đối hạm hoặc phòng không, một khẩu đội 1,1 inch/75 caliber bốn nòng và chín pháo phòng không Oerlikon 20 mm. Vũ khí chống ngầm bao gồm một dàn súng cối chống tàu ngầm Hedgehog Mk. 10 (có 24 nòng và mang theo 144 quả đạn); hai đường ray Mk. 9 và tám máy phóng K3 Mk. 6 để thả mìn sâu.
Nguyên được dự định chuyển giao cho Hải quân Hoàng gia Anh, Andres được đặt lườn như là chiếc HMS Capel (BDE-45) tại Xưởng hải quân Philadelphia ở Philadelphia, Pennsylvania vào ngày 12 tháng 2, 1942. Nó được hạ thủy vào ngày 24 tháng 7, 1942; được đỡ đầu bởi cô Mary Elizabeth Schumacher, con gái Đại tá Hải quân Theodore L. Schumacher, chỉ huy trưởng Xưởng hải quân Philadelphia. Tuy nhiên kế hoạch chuyển giao bị hủy bỏ, nên con tàu được xếp lại lớp như là chiếc DE-45 vào ngày 25 tháng 1, 1943 và đổi tên thành Andres vào ngày 4 tháng 3, 1943. Nó nhập biên chế vào ngày 15 tháng 3, 1943 dưới quyền chỉ huy của Hạm trưởng, Thiếu tá Hải quân Clayton R. Simmers.

## Lịch sử hoạt động
Sau khi hoàn tất việc trang bị và nghiệm thu, Andres đi đến khu vực Bermuda, để tiến hành chạy thử máy từ ngày 12 tháng 4 đến ngày 3 tháng 5, 1943; và sau khi hoàn tất nó lên đường quay trở lại Philadelphia, Pennsylvania. Trên đường đi lúc 19 giờ 13 phút ngày 4 tháng 5, nó nhìn thấy pháo sáng cầu cứu bắn lên phía mũi tàu chếch bên mạn trái, nên đã chuyển sang báo động tác chiến và đổi hướng đi đến hiện trường. Nó đã cứu vớt được 31 người sống sót từ chiếc tàu vận tải Lục quân USAT Oneida (gồm 28 thủy thủ chiếc tàu buôn và ba thành viên nhóm Hải quân vũ trang bảo vệ). Oneida bị tách khỏi một đoàn tàu vận tải đi từ New York đến vịnh Guantánamo, Cuba, rồi bị đắm do sóng lớn bởi thời tiết xấu lúc 02 giờ13 phút ngày 4 tháng 5. Hoàn tất việc cứu nạn lúc 19 giờ 50 phút, chiếc tàu hộ tống khu trục tiếp tục hành trình đi Philadelphia, và thả neo tại Xưởng hải quân Philadelphia vào trưa ngày hôm sau.
Hoàn tất những sửa chữa sau thử máy, Andres tiếp tục hoạt động huấn luyện tại khu vực ngoài khơi Rockland, Maine, rồi ghé qua New London, Connecticut trước khi lên đường đi Miami, Florida, đến nơi vào ngày 10 tháng 6. Trình diện để phục vụ cùng Bộ chỉ huy Huấn luyện Tác chiến Hạm đội Đại Tây Dương, nó phục vụ chủ yếu như tàu huấn luyện tại eo biển Florida cùng Trường Huấn luyện Săn ngầm (SCTS: Submarine Chaser Training School) đặt căn cứ tại Miami, Florida. Con tàu hoạt động huấn luyện cho sĩ quan và thủy thủ đoàn tương lai những kỹ thuật và chiến thuật tìm-diệt tàu ngầm, và trong giai đoạn này đã ba lượt được sửa chữa và bảo trì tại Xưởng hải quân Charleston, South Carolina trong năm 1944: từ ngày 19 đến ngày 29 tháng 3; từ ngày 25 tháng 6 đến ngày 1 tháng 7; và từ ngày 16 đến ngày 26 tháng 10.
Tách khỏi nhiệm vụ huấn luyện vào ngày 28 tháng 11, 1944, Andres khởi hành đi thành phố New York, đến nơi vào ngày 1 tháng 12, và trình diện để phục vụ cùng Đội hộ tống 80 vào ngày hôm sau. Sau khi được huấn luyện ôn tập tại khu vực Casco Bay, Maine, nó đi đến Norfolk, Virginia để gia nhập cùng Lực lượng Đặc nhiệm 64. Trong năm tháng tiếp theo, trong thành phần Đội hộ tống 80, nó hộ tống các đoàn tàu đi đến Gibraltar; và khi Đức chấp nhận đầu hàng vào 7 tháng 5, 1945, con tàu vừa kết thúc đợt thực hành chống tàu ngầm ngoài khơi Mers El Kébir, Algérie cùng các tàu chị em Edgar G. Chase (DE-16), John M. Bermingham (DE-530) phối hợp với tàu ngầm Pháp Doris (P84). Nó quay trở về Hoa Kỳ vào ngày 28 tháng 5.
Sau khi được bảo trì tại New York, Andres hoạt động huấn luyện tại khu vực Casco Bay trước khi lên đường đi Miami, Florida, đến nơi vào ngày 20 tháng 7. Nó quay trở lại phục vụ như một tàu huấn luyện tại Trung tâm Huấn luyện Hải quân Miami, Florida, và vẫn đang tiếp tục nhiệm vụ này khi Nhật Bản đầu hàng vào ngày 14 tháng 8, chấm dứt hoàn toàn cuộc xung đột.
Rời Miami vào ngày 8 tháng 9, Andres cùng Đội hộ tống 80 đi đến Xưởng hải quân Charleston, Charleston, South Carolina vào ngày 9 tháng 9. Nó được cho xuất biên chế tại đây vào ngày 18 tháng 10, 1945, và tên nó được cho rút khỏi danh sách Đăng bạ Hải quân vào ngày 1 tháng 11, 1945. Con tàu được cho tháo dỡ vào tháng 2, 1946.

## Phần thưởng[2]
|  | Bronze star · Bronze star · Bronze star · Bronze star |

| Huân chương Chiến dịch Hoa Kỳ | Huân chương Chiến dịch Châu Âu-Châu Phi-Trung Đông | Huân chương Chiến dịch Châu Âu-Châu Phi-Trung Đông | Huân chương Chiến thắng Thế Chiến II |